# Scaposerixia bicolor
Scaposerixia bicolor är en skalbaggsart som först beskrevs av Maurice Pic 1926.  Scaposerixia bicolor ingår i släktet Scaposerixia och familjen långhorningar. Inga underarter finns listade i Catalogue of Life.